# Theloderma corticale
Theloderma corticale és una espècie de granota que es troba a Vietnam i, possiblement també, a la Xina.

## Descripció
El nom comú de «granota de la molsa» sorgeix del fet que la seva pell és d'un color tacat de verd i marró que s'assembla a la molsa que creix a la roca o al florit. Forma una forma eficaç de camuflatge. Tenen grans coixinets enganxosos als dits dels peus i un ventre suau. Mesuren uns 6,1 centímetres de longitud del musell fins a la cloaca. Les femelles són més grosses que els mascles i poden assolir mides de 8 a 9 centímetres. Aquesta espècie s'enrosca com una bola quan s'espanta i es fa la morta.

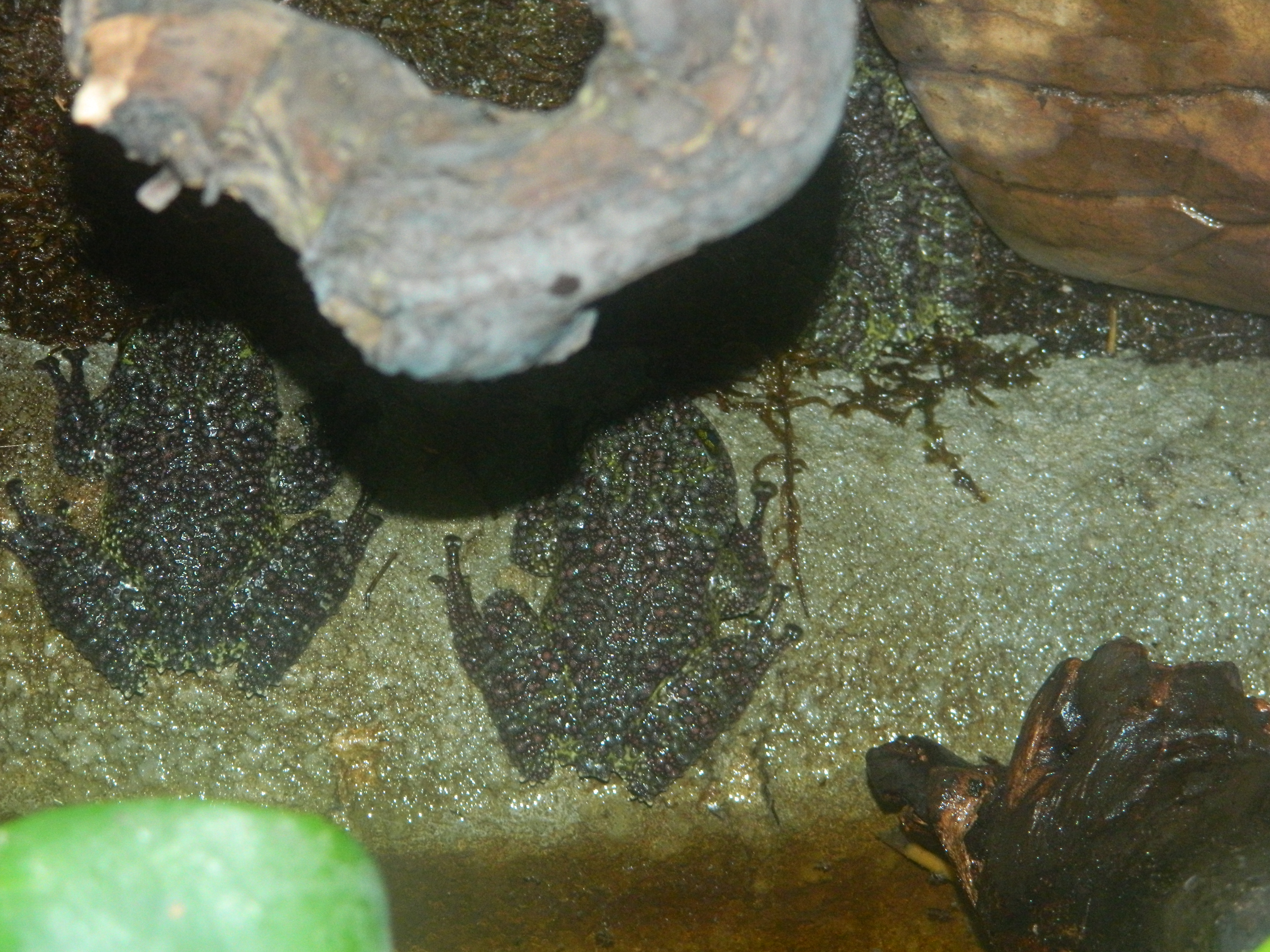
Tres exemplars camuflats en una roca
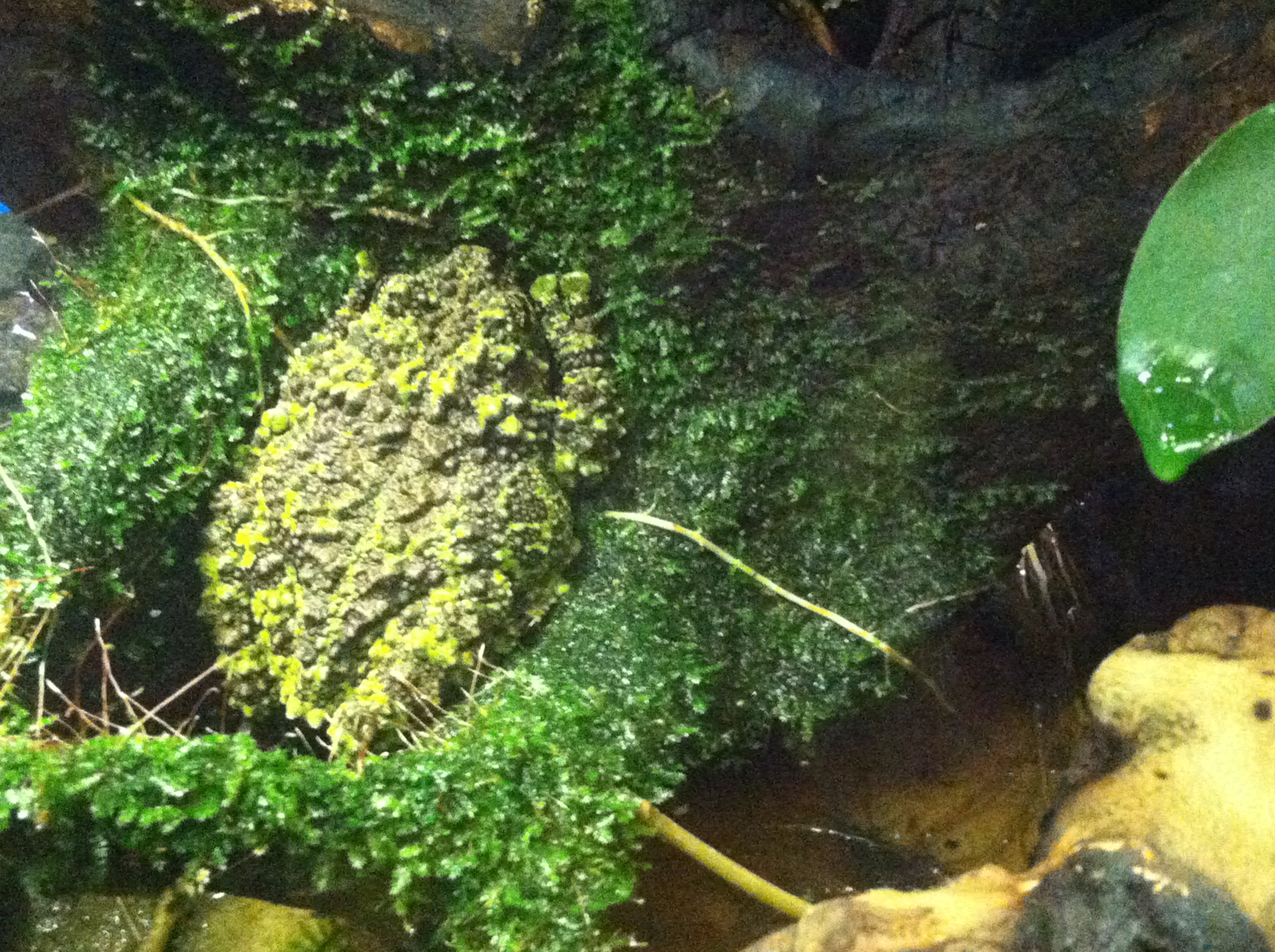
Un exemplar camuflat en un pedaç de molsa

## Hàbitat
Habita principalment selves tropicals perennes i boscos subtropicals on s'han trobat en piscines de troncs buits, col·locats pels vilatans locals. És un ésser semiaquàtic que es troba en coves i penya-segats rocosos. La cria té lloc en cavitats de roca o forats d'arbres.

## Conservació
El seu hàbitat està amenaçat per la pèrdua de boscos i, com a espècie, és objecte de mercaderia al comerç internacional de mascotes. Com molts amfibis, és vulnerable al fong quítrid Batrachochytrium dendrobatidis. No obstant això, la conservació d'aquesta espècie està classificada de «risc mínim» per la Unió Internacional per a la Conservació de la Natura.